# اف اس تب
اف اس تب (انگلیسی fstab) یک فایل سیستمی است که معمولاً در دایرکتوری  /etc در سیستم‌های کامپیوتری یونیکس و شبه یونیکس یافت می‌شود. در لینوکس، این فایل بخشی از بسته util-linux است. fstab معمولاً تمام پارتیشن‌های دیسک موجود و انواع دیگر سیستم‌های فایل و منابع داده‌ای را که ممکن است لزوماً مبتنی بر دیسک نباشند را فهرست می‌کند و نشان می‌دهد که چگونه مقداردهی اولیه در آنها اجام می‌شود یا به‌صورت دیگری در ساختار سیستم فایل اصلی اجرا می‌شوند.

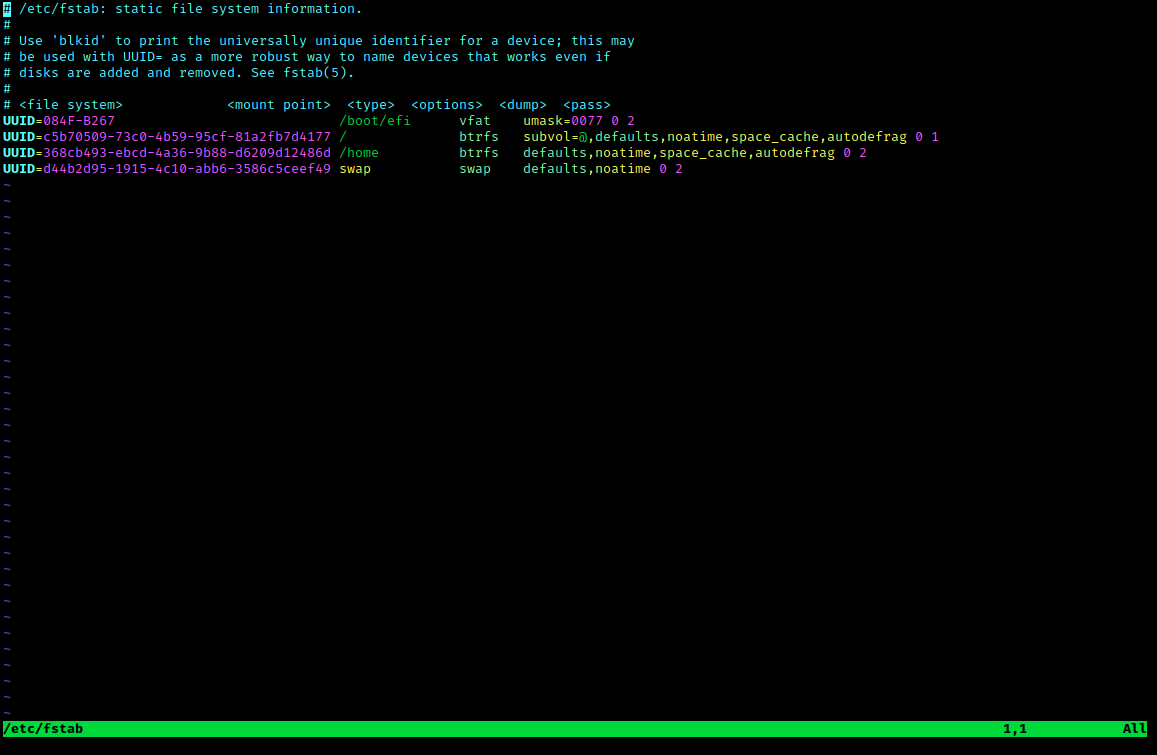
اسکرین شات فایل اف اس تب در لینوکس، بخشی از util-linux

فایل fstab توسط دستور mount خوانده می‌شود، که به‌طور خودکار در زمان راه‌اندازی ساختار کلی سیستم فایل انجام می‌شود، و پس از آن زمانی که کاربر دستور mount را برای تغییر آن ساختار اجرا می‌کند. این وظیفه مدیر سیستم است که فایل fstab را به درستی ایجاد و نگهداری کند.
اگرچه از fstab برای پیکربندی اولیه سیستم استفاده می‌شود اما برای سایر کاربردها، مکانیسم‌های نصب خودکار جایگزین این برنامه شده‌اند.
این فایل در برخی از نسخه‌های یونیکس نام‌های پیگری دارد. به عنوان مثال در سیست عامل سولاریس، با نام /etc/vfstab یافت می‌شود.

## استفاده مدرن
فایل fstab توسط برنامه‌هایی که با پارتیشن‌های دیسک و سایر سیستم‌های فایل کار می‌کنند خوانده می‌شود و به‌طور خودکار نگهداری نمی‌شود. در عوض توسط مدیر سیستم یا در بعضی موارد توسط یک برنامه نصب سیستم عامل نوشته می‌شود. با این حال، برخی از ابزارهای مدیریت می‌توانند به‌طور خودکار fstab را بسازند و ویرایش کنند یا به عنوان ویرایشگرهای گرافیکی برای آن عمل کنند.
سیستم‌های لینوکس مدرن به‌جای تکیه بر fstab، از udev به‌عنوان یک متصل کننده خودکار برای مدیریت اتصال گرم دستگاه‌ها (مانند پخش‌کننده‌های MP3 یا دوربین‌های دیجیتال) استفاده می‌کنند. برنامه‌هایی مانند pmount به کاربران عادی اجازه می‌دهند تا فایل‌های سیستم‌ها را بدون ورودی fstab مربوطه مونت و جدا کنند. یونیکس به صورت پیش فرض به کاربران به کاربران با سطح دسترسی بالا (ابرکاربر و کاربران در گروه wheel) اجازه می‌دهد دستگاه‌ها را بدون ورودی fstab مربوطه mount یا جدا کنند.

## مثال
نمونه زیر نمونه ای از فایل fstab در یک سیستم لینوکس است.
```
# device-spec   mount-point   fs-type   options                     dump pass

LABEL
=
/
      
/
        
ext4
     
defaults
                      
1
 
1

/dev/sda6
     
none
      
swap
     
defaults
                      
0
 
0

none
       
/dev/pts
    
devpts
    
gid
=
5
,mode
=
620
                   
0
 
0

none
       
/proc
      
proc
     
defaults
                      
0
 
0

none
       
/dev/shm
    
tmpfs
    
defaults
                      
0
 
0

# Removable media

/dev/cdrom
    
/mnt/cdrom
   
udf,iso9660
 
noauto,owner,ro
                   
0
 
0

# NTFS Windows 7 partition

/dev/sda1
     
/mnt/Windows
  
ntfs-3g
   
quiet,defaults,locale
=
en_US.utf8,umask
=
0
,noexec
   
0
 
0

# Partition shared by Windows and Linux

/dev/sda7
     
/mnt/shared
   
vfat
     
umask
=
000
                      
0
 
0

# Mounting tmpfs

tmpfs
       
/mnt/tmpfschk
  
tmpfs
    
size
=
100m
                      
0
 
0

# Mounting cifs

//cifs_name/store
 
/store/pingu
  
cifs
     
credentials
=
/root/smbpass.txt
            
0
 
0

# Mounting NFS

nfs_name:/store
  
/store
     
nfs
     
rw
                         
0
 
0

```

ترتیب رکوردها در fstab مهم است زیرا fsck(8)، mount(8) و umount(8) به صورت متوالی از طریق fstab تکرار می‌شوند و به ترتیب تعریف شده mount می‌شوند.
خطوط خالی و خطوطی که با "#" شروع می‌شوند نادیده گرفته می‌شوند.
فضاها یا فیلدهای جدا شده با تب در هر ردیف باید به ترتیب خاصی ظاهر شوند:
1. device-spec – نام دستگاه، لیبل، UUID یا سایر ابزارهای تعیین پارتیشن یا منبع داده که این ورودی به آن اشاره دارد.
2. mount-point - مکانی که می‌توان پس از mount به محتویات دستگاه دسترسی داشت. این مورد به صورت پیش فرض برای پارتیشن‌ها یا فایل‌های swap، این روی none تنظیم شده است.
3. fs-type – نوع فایل سیستمی که باید نصب شود.
4. options - گزینه‌هایی که جنبه‌های مختلف دیگر فایل سیستم را توصیف می‌کنند، مانند مواردی مثل آیا به‌طور خودکار در هنگام راه‌اندازی نصب می‌شود، کاربران می‌توانند به آن نصب یا دسترسی داشته باشند، آیا ممکن است روی آن نوشته شود یا فقط خوانده شود، اندازه آن، و غیره. گزینه  defaultsبه مجموعه ای از گزینه‌های از پیش تعیین شده بسته به نوع سیستم فایل اشاره دارد.
5. dump – عددی که نشان می‌دهد هر چند وقت یکبار فایل سیستم باید توسط برنامه dump پشتیبان‌گیری شود. صفر نشان می‌دهد که سیستم فایل هرگز به‌طور خودکار پشتیبان‌گیری نمی‌شود.
6. pass – عددی که نشان‌دهنده ترتیبی است که برنامه fsck دستگاه‌ها را برای وجود خطا در زمان بوت بررسی می‌کند:

## گزینه‌های مختص فایل سیستم‌های متفاوت
گزینه‌های زیادی برای فایل سیستم‌های پشتیبانی شده توسط mount وجود دارد. در زیر تعدادی از مواردی که بیشتر مورد استفاده قرار می‌گیرند ذکر شده است. لیست کامل را می‌توان در اسناد مربوط به mount یافت. توجه داشته باشید که این موارد مختص لینوکس هستند. سیستم‌های شبه یونیکس معمولاً عملکردهای مشابهی را ارائه می‌کنند، اما کمی متفاوت هستند.

### ext2
check=[none, normal, strict]
سطح بررسی fsck را تنظیم می‌کند.
debug
اطلاعات اشکال زدایی را در هر نصب مجدد چاپ کنید.
sb=n
n بلاکی است که باید به عنوان سوپر بلاک برای فایل سیستم استفاده شود.

### فقط FAT
check=[r(elaxed), n(ormal), s(trict)]
ایجاد پالیسی برای نام فایل‌های مجاز.
conv=[b(inary), t(ext), a(uto)]
تبدیل فایل متنی DOS <=> UNIX را به صورت خودکار انجام می‌دهد.

### FAT, NTFS
windows_names
فایل سیستم‌های لینوکس دارای مجموعه بزرگتری از کاراکترهای مجاز در نام فایل‌ها هستند. windows_names مجموعه کاراکترهای مجاز برای حجم را فقط به آنهایی که توسط ویندوز قابل قبول است محدود می‌کند. اگرچه FAT/NTFS رایج‌ترین موارد هستند، این ویژگی به‌طور خاص به آن نوع فایل سیستم محدود نمی‌شود.
uid=n ، gid=n
شناسه کاربر (uid) و شناسه گروه (gid) را برای همه فایل‌های سیستم فایل تنظیم می‌کند.
umask=nnn, dmask=nnn, fmask=nnn
پوشاندن گره‌های سیستم فایل را کنترل می‌کند.
- umask - ساخت فایل توسط کاربر
- dmask - ساخت دایرکتوری
- fmask - تنها برای ساخت فایل

اطلاعات دقیق تر در مورد فایل fstab را می‌توان در صفحه man برای لینوکس fstab یافت. برای سایر سیستم‌ها به زیر مراجعه کنید.

### NFS
addr=ip
ip یک آدرس IP معتبر.